# Alfa Romeo G1
De Alfa Romeo G1 is de eerste Alfa Romeo die ontworpen is met de huidige naam van het merk. Hiervoor maakte het bedrijf wagens onder de merknaam ALFA, Anonima Lombarda Fabbrica Automobili.
Na de Eerste Wereldoorlog bleken de vooroorlogse ALFA's niet meer in de smaak te vallen en Giuseppe Merosi begon met het ontwikkelen van een nieuwe wagen op basis van de Alfa 40-60 HP. Het chassis werd langer gemaakt en de G1 kreeg een zwaarder koetswerk. De belangrijkste ontwikkeling was echter de motor, een 6330 cc zescilindermotor goed voor 70 pk. De topsnelheid van de G1 kwam hiermee op 113 km/u te liggen. Commercieel gezien was de wagen echter geen succes en slechts 52 exemplaren werden gebouwd.
Op dit moment bestaat er nog maar één exemplaar van de G1 en die bevindt zich in een privécollectie in Australië.